# ФК Петржалка
ФК Петржалка (слч. FC Petržalka) је словачки фудбалски клуб из Братиславе, који се такмичи у Трећој лиги Словачке. Клуб је двоструки шампион Словачке, а у сезони 2005/06. је учествовао у Лиги шампиона. До Лиге шампиона клуб је дошао избацивши казахстански Каират, Селтик и Партизан. Године 2008. освајају дуплу круну у Словачкој, док сезоне 2009/10. испадају у Другу лигу, да би у сезони 2011/12. испали и у Трећу лигу. У сезони 2017/18. су се као први у Трећој лиги вратили у Другу лигу.

## Име клуба кроз историју
- 1898 — Pozsonyi Torna Egyesület
- 1939 — Engerau Pressburg
- 1945 — ŠK Petržalka
- 1949 — Kovosmalt Petržalka
- 1953 — Spartak Kovosmalt Bratislava
- 1963 — TJ Považské Strojárne Bratislava
- 1965 — SKS Petržalka
- 1976 — TJ ZŤS Petržalka
- 1986 — Удружење са TJ Internacionál Slovnaft Bratislava и формирање TJ Internacionál Slovnaft ZŤS Bratislava, али су постали поново раздвојени 1990.
- 1990 — 1. FC Hydronika Petržalka
- 1991 — 1. FC Petržalka
- 1993 — FK Artmedia Petržalka
- 2004 — FC Artmedia Bratislava
- 2007 — FC Artmedia Petržalka
- 2009 — MFK Petržalka
- 2010 — FC Petržalka 1898
- 2014 — банкрот — FC Petržalka akadémia
- 2017 — FC Petržalka

## Трофеји
- Суперлига Словачке : 2
  - 2005, 2008
- Куп Словачке : 2
  - 2004, 2008
- Суперкуп Словачке : 1
  - 2005

## Петржалка у европским такмичењима
| Сезона  | Такмичење     | Коло          | Земља              | Клуб                  | Резултат            |
| ------- | ------------- | ------------- | ------------------ | --------------------- | ------------------- |
| 2001    | Интертото куп | 1. коло       | Литванија          | Екранас               | 1:1, 1:1 (4:3 пен.) |
|         |               | 2. коло       | Словенија          | Цеље                  | 0:5, 1:1            |
| 2003/04 | УЕФА куп      | Квалификације | Луксембург         | Диделанж              | 1:0, 1:0            |
|         |               | 1. коло       | Француска          | Бордо                 | 1:2, 1:1            |
| 2004/05 | УЕФА куп      | 2. коло кв.   | Украјина           | Дњепро Дњепропетровск | 0:3, 1:1            |
| 2005/06 | Лига шампиона | 1. коло кв.   | Казахстан          | Каират Алмати         | 0:2, 4:1            |
|         |               | 2. коло кв.   | Шкотска            | Селтик                | 5:0, 0:4            |
|         |               | 3. коло кв.   | Србија и Црна Гора | Партизан              | 0:0, 0:0 (4:3 пен.) |
|         |               | Група         | Италија            | Интер Милано          | 0:1, 0:4            |
|         |               | Група         | Португалија        | Порто                 | 3:2, 0:0            |
|         |               | Група         | Шкотска            | Ренџерс               | 0:0, 2:2            |
| 2005/06 | УЕФА куп      | 3. коло       | Бугарска           | Левски Софија         | 0:1, 0:2            |
| 2006/07 | УЕФА куп      | 1. коло кв.   | Грузија            | ВИТ Грузија           | 2:0, 1:2            |
|         |               | 2. коло кв.   | Белорусија         | Динамо Минск          | 2:1, 3:2            |
|         |               | 1. коло       | Шпанија            | Еспањол               | 2:2, 1:3            |
| 2007/08 | УЕФА куп      | 1. коло кв.   | Молдавија          | Зимбру                | 1:1, 2:2 пгг        |
|         |               | 2. коло кв.   | Јерменија          | МИКА                  | 1:2, 2:0            |
|         |               | 1. коло       | Грчка              | Панатинаикос          | 1:2, 0:3            |
| 2008/09 | Лига шампиона | 1. коло кв.   | Малта              | Валета                | 2:0, 1:0            |
|         |               | 2. коло кв.   | Финска             | Тампере јунајтед      | 3:1, 4:2            |
|         |               | 3. коло кв.   | Италија            | Јувентус              | 0:4, 1:1            |
| 2008/09 | УЕФА куп      | 1. коло       | Португалија        | Брага                 | 0:4, 0:2            |